# Glenea clermonti
Glenea clermonti là một loài bọ cánh cứng trong họ Cerambycidae.